# Samarskaja
Samarskaja (Russisch: Самарская) is een station in aanbouw van de metro van Samara. Het station kreeg zijn naam al in het Sovjet-tijdperk als herinnering aan de toen oude naam van de stad die door de Sovjets was omgedoopt in Koejbysjev. Het ontwerp van het station uit 1980 werd in 2008 herzien en sinds 2015 wordt gebouwd aan de lijn ten westen van Alabinskaja. De in 2020 geplande opening is uitgesteld tot na 2021.